# Aluminé-tó
Az Aluminé-tó (spanyolul Lago Aluminé) egy gleccsertó Argentína Neuquén tartományában.

## Leírás
Az 57 km²-es Aluminé-tó Argentína és azon belül Neuquén tartomány nyugati, Aluminé megye északnyugati részén található az Andok keleti oldalán egy nyugat–keleti irányú völgyben, a Batea Mahuida tűzhányó lábánál. Északi partvonala tagoltabb, mint a déli, kis szigetei is mind az északi part közelében találhatók. Északnyugaton összeköttetésben áll a Moquehue-tóval, vizének legnagyobb része innen származik, de kisebb patakok is táplálják, mint például a Del Arco és a Chañy. A tó vizét a délkeleti végén eredő Aluminé folyó vezeti le. Legnagyobb mélysége 165 méter.
Az évi középhőmérséklet 4 °C, a minimum -12, a maximum +35 °C. Az évi átlagosan 900 mm csapadék nagy része a téli hónapokban hull. A környék talaja többnyire andosol, a tűzvészek és a fakitermelés miatt a növényzet ritka, így az erózió mértéke magas. A magasabban fekvő részek jellemző fái a Nothofagus antarctica és a Nothofagus pumilio nevű bükkfavirágú, egyes vidékeken (főleg a nyugati partvidéken) pedig az Austrocedrus chilensis és a délfenyők alkotnak sűrű erdőket. A vízben kevés élőlény él, a tó oligotróf.
A tó viszonylag könnyű megközelíthetősége és a táj szépsége miatt jelentős turisztikai célpont, főleg Neuquén és Río Negro tartományok lakói számára. Az északi parton fekvő Villa Pehuenia város is főleg a turizmusból él. A tavon lehetőség van vitorlázásra és kajakozásra, körülötte pedig gyalogos és lovas túrák megtételére.
Megközelíthető a megyeszékhelyről, Aluminéből a 23-as, Zapala városából pedig a 13-as tartományi főúton.

## Képek

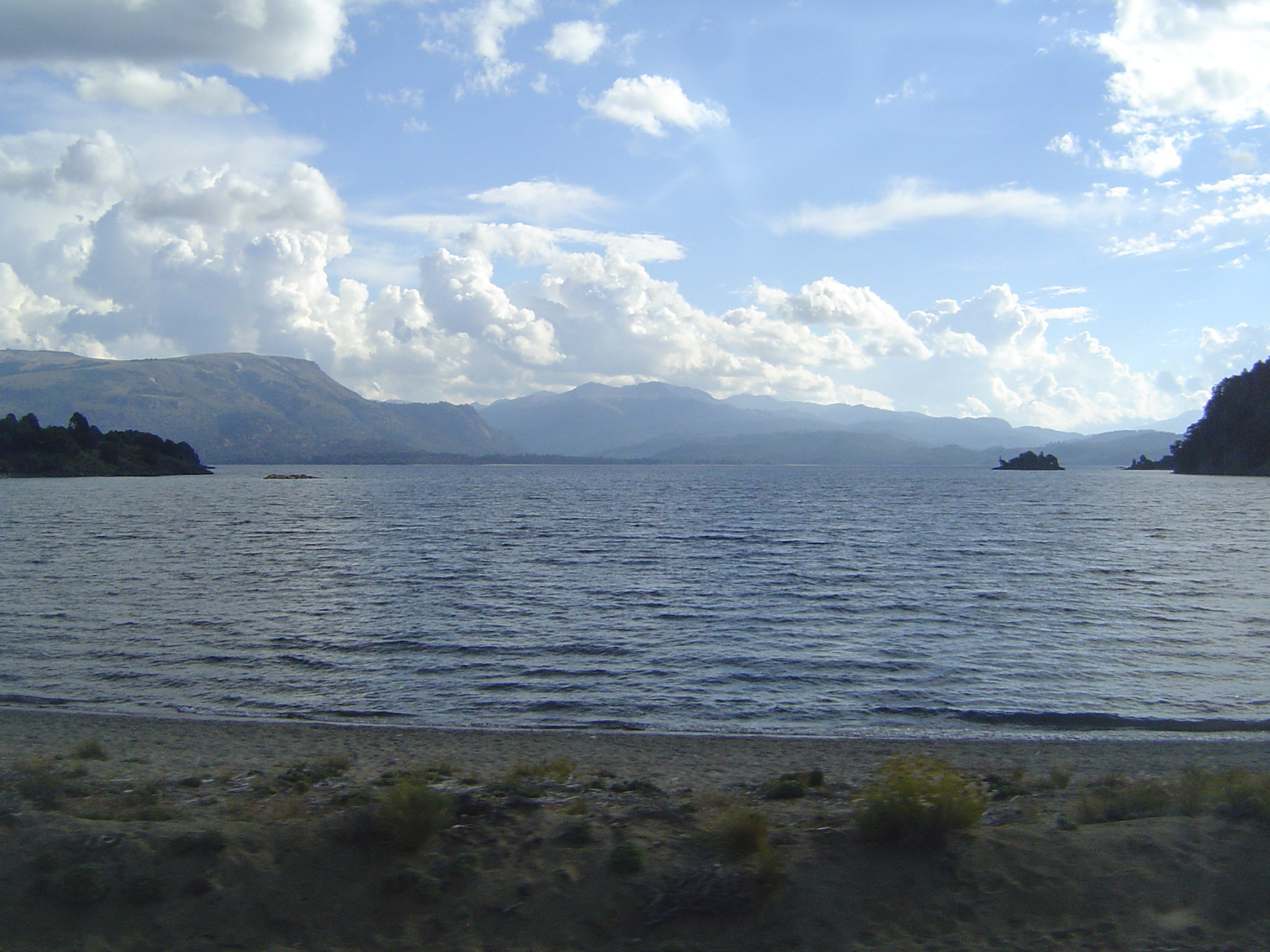
Látkép
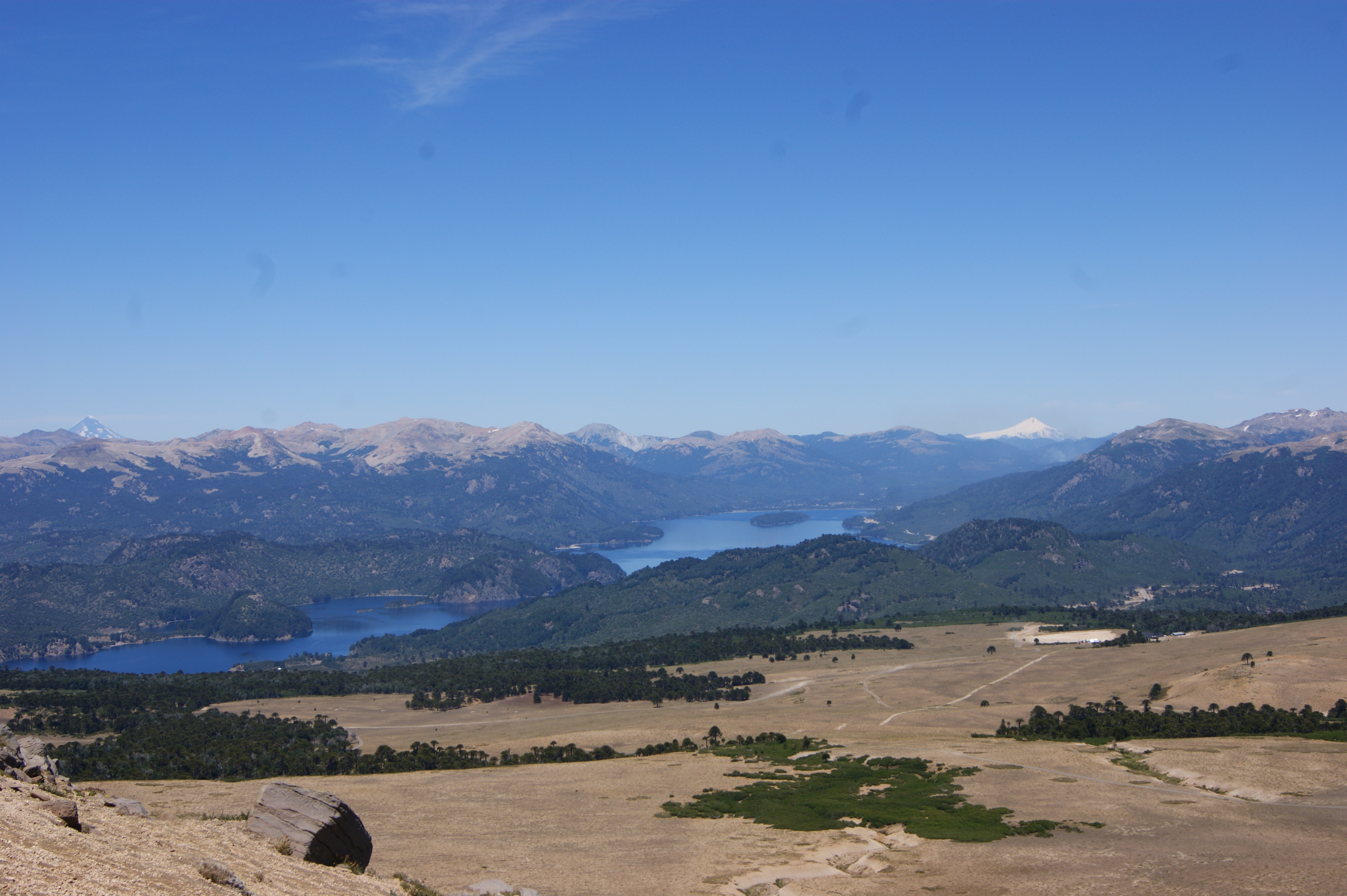
Távolról
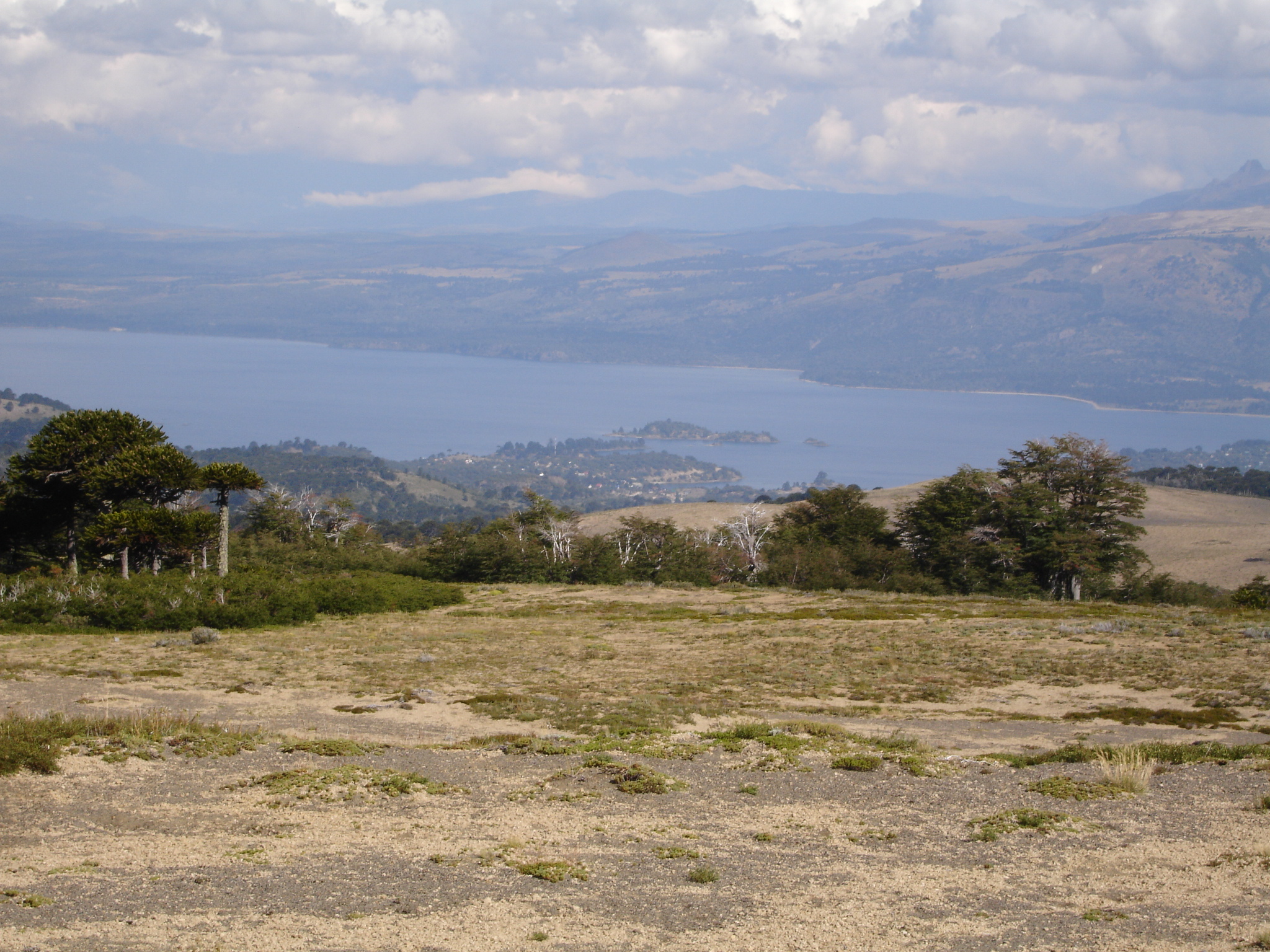
Távolról
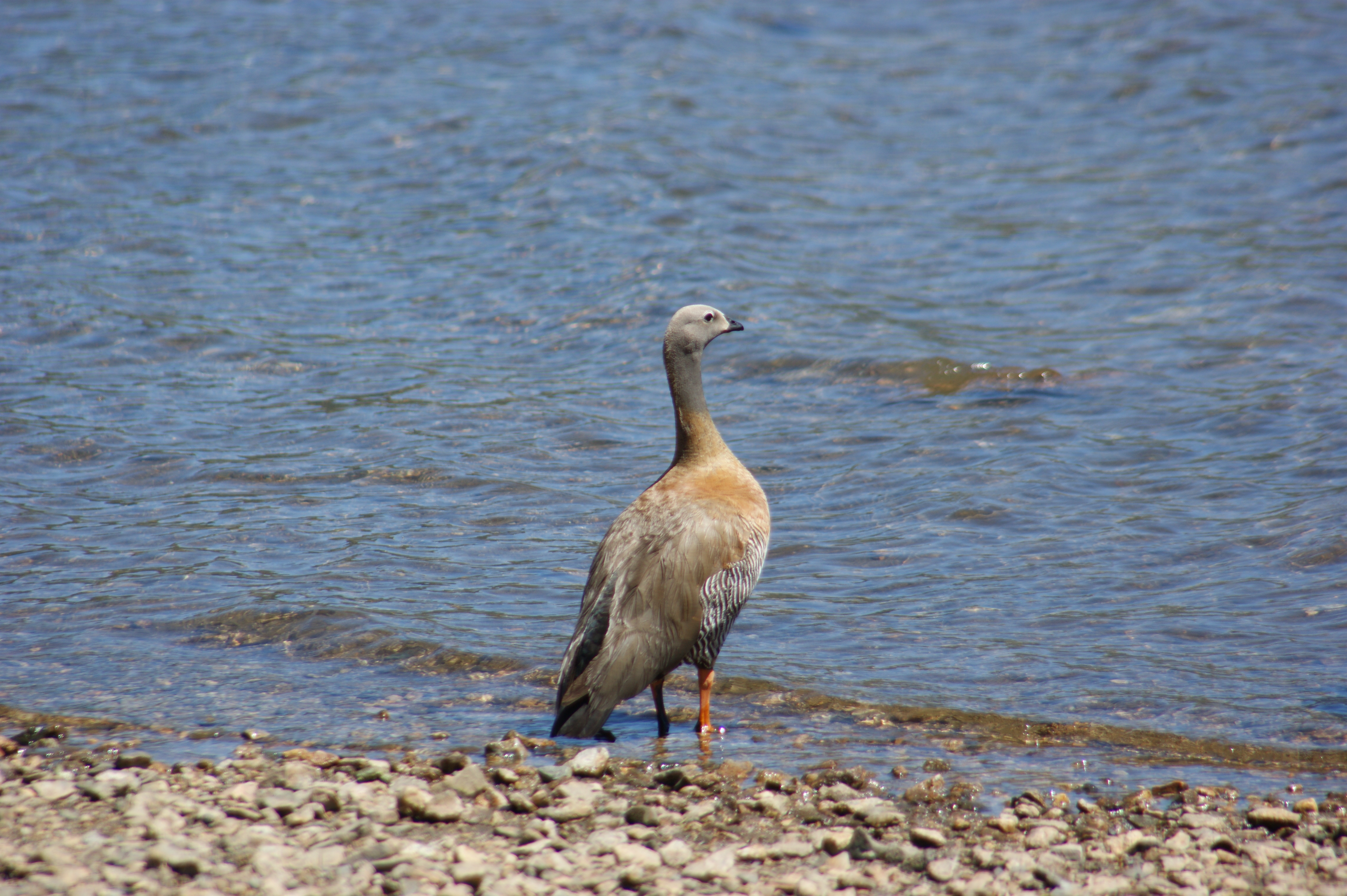
Egyfajta tarkalúd a tó partján